# تدليك البروستاتا

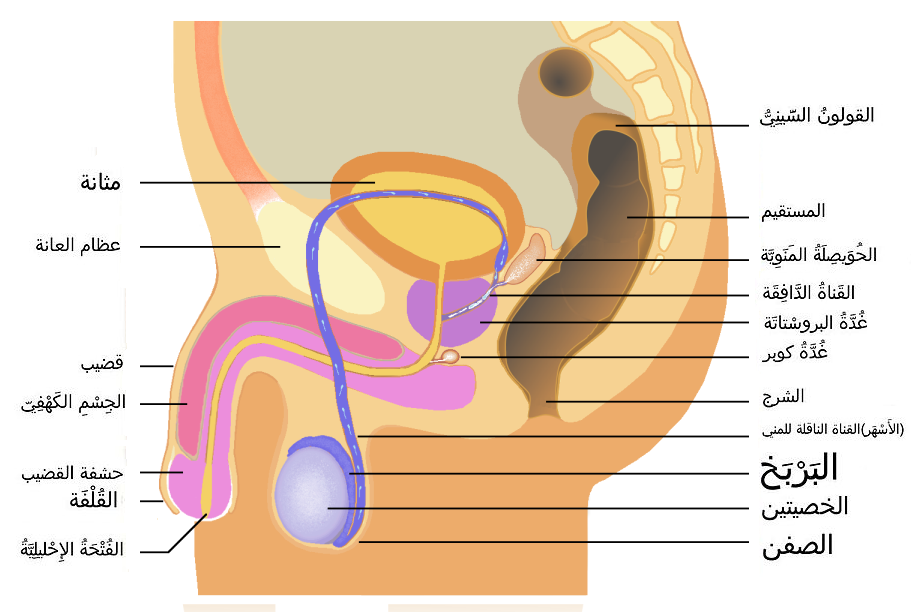
تشريح الجهاز التناسلي الذكري

تدليك البروستاتا أو تدليك الموثة (بالإنجليزية: Prostate massage) هوَ تدليك أو إثارة غدة البروستاتا في الذكور بِهدف الإثارة الجنسية أو لأغراض طبية.
تلعب البروستاتا دوراً في دورة الاستجابة الجِنسية، كما أنها ضرورية لإنتاج السائل المَنَوي، لذلك ونظراً لقُربها من جدار المستقيم الأمامي فإنهُ يمكن إثارتها من خلال تدليك جدار المستقيم الأمامي أو من الخارج عن طريق العجان.